# نمازخانه اوواساپ
نمازخانه اوواساپ (ارمنی: Օվասափ (Ովասափ)) یک نمازخانه متعلق به کلیسای حواری ارمنی واقع در شهر میرزیک جمهوری آذربایجان می‌باشد. ساخت و ساز این ساختمان در سده ۱۹ام میلادی؛ به پایان رسید. این بنا به سبک معماری ارمنی طراحی شده‌است.